# 大嶺翔太
大嶺 翔太（おおみね しょうた、1991年9月17日 - ）は、沖縄県石垣市出身の元プロ野球選手（内野手）。元プロ野球選手の大嶺祐太は実兄。プロ1年目の2010年から2013年までの登録名は「翔太」。

## 来歴・人物

### プロ入り前
石垣島生まれ。小学校2年生時から野球を始める。ポジションはショートなど内野が多かったが、小学校6年生からピッチャーを兼任した。中学時代は軟式野球部に所属し主にショート、ピッチャーとしても中学校3年生時には140km/hに到達。
兄の祐太に憧れて沖縄県立八重山商工高等学校に入学。強肩を買われ1年夏には捕手でレギュラー。その後投手、遊撃手などを兼任する。3年夏は1番に入り三塁手兼投手として活躍したが、準決勝で同大会を優勝する興南高等学校に敗戦。なお、これで八重山商工は大嶺在籍時の3年連続で、夏の県大会にて興南高校に敗れることとなった。1学年下の後輩に田中貴也がいる。
2009年プロ野球ドラフト会議で、兄・祐太の所属する千葉ロッテマリーンズから3巡目で指名。11月15日に契約金4000万円・年俸600万円（いずれも推定金額）で仮契約を結んだ。
しかし同年12月4日、石垣市内の居酒屋で同級生と飲酒および喫煙に至ったところを沖縄県警察本部八重山警察署に補導される。八重山商工高校は補導された生徒全員に対して、同月11日から2週間の停学処分を課した。当初一部報道機関では少年法に則り実名での報道は行わなかったが、同年のドラフト会議でロッテ球団が指名した選手5名の中で未成年は大嶺のみであったため、すぐに判明してしまった。このため、ロッテ球団では翔太を入団会見に同席させない一方で、今後の指導の徹底を発表。入団の内定は、2010年1月17日にまでずれ込んだ。
2010年1月22日にロッテと正式に契約を締結。同日開催の入団会見では、翔太自身が前述の不祥事を謝罪するとともに、登録名を翔太にすることが発表された。なお、この不祥事に対するペナルティーとして、入団初年度の年俸を当初の仮契約から50万円減額。祐太も、自身のブログで謝罪のコメントを出した。

### プロ入り後
2010年（1年目）からイースタン・リーグの公式戦でチーム最多の90試合に出場。主に「9番・三塁手」で起用され、打率.260、3本塁打、17打点を記録した。また、台湾で開催された第17回IBAFインターコンチネンタルカップの日本代表に選ばれた。
2013年（4年目）までは一軍公式戦への出場機会がなかった。
2014年に「原点に返るために何かを変えよう」という理由で、登録名を本名の大嶺翔太に変更。また同年1月22日には、前年8月16日に一般女性と結婚したことや、既に第1子がいることを公表した。この年の7月に一軍昇格。8月7日の対東北楽天ゴールデンイーグルス戦でプロ初安打を本塁打で飾った。同月14日の対北海道日本ハムファイターズ戦で、初めて祐太と兄弟での一軍同時出場を果たす。10月のファーム日本選手権においては猛打賞の活躍でMVPを獲得した。
2015年はキャンプ、オープン戦で好調を維持し、自身初めて開幕一軍入りを勝ち取る。6月には「侍ジャパン大学日本代表 対 NPB選抜」の、NPB選抜に選出。29日の壮行試合に1番・二塁手で先発出場して3安打を放った。
2016年は開幕一軍を逃し、シーズン中盤までは主にファームで出場する。しかし8月28日の昇格以降は一軍に定着。9月は50打数15安打で打率.300、プロ初を含む3度の猛打賞を記録するなど活躍した。
2018年6月23日に球団を通じて現役引退を発表した。約2年前から多重債務を抱え、球団からも指導を受けていたものの、直近にも債権者から球団への問い合わせが来ていたことから、球団に退団を申し入れる。球団は慰留したが、本人の意思が固いことから申し入れを受理、NPBから同日付で任意引退選手公示された。

### 現役引退後
引退直後、FLASHのインタビューに対して「一軍で出るようになってから、急に税金の額が上がって、払えなくなった」「個人の方から総額で200万円弱（借りた）」と答えた。

## 詳細情報

### 年度別打撃成績
| 年 度    | 球 団    | 試 合 | 打 席 | 打 数 | 得 点 | 安 打 | 二 塁 打 | 三 塁 打 | 本 塁 打 | 塁 打 | 打 点 | 盗 塁 | 盗 塁 死 | 犠 打 | 犠 飛 | 四 球 | 敬 遠 | 死 球 | 三 振 | 併 殺 打 | 打 率 | 出 塁 率 | 長 打 率 | O P S |
| -------- | -------- | ----- | ----- | ----- | ----- | ----- | -------- | -------- | -------- | ----- | ----- | ----- | -------- | ----- | ----- | ----- | ----- | ----- | ----- | -------- | ----- | -------- | -------- | ----- |
| 2014     | ロッテ   | 16    | 26    | 24    | 3     | 5     | 0        | 0        | 2        | 11    | 3     | 0     | 1        | 0     | 1     | 1     | 0     | 0     | 6     | 0        | .208  | .231     | .458     | .689  |
| 2015     | ロッテ   | 41    | 30    | 25    | 2     | 3     | 0        | 0        | 0        | 3     | 2     | 0     | 0        | 1     | 1     | 2     | 0     | 1     | 6     | 0        | .120  | .207     | .120     | .327  |
| 2016     | ロッテ   | 38    | 80    | 72    | 5     | 17    | 4        | 1        | 0        | 23    | 7     | 0     | 0        | 6     | 0     | 2     | 0     | 0     | 20    | 2        | .236  | .257     | .319     | .576  |
| 2017     | ロッテ   | 91    | 240   | 214   | 15    | 44    | 9        | 2        | 5        | 72    | 23    | 1     | 0        | 9     | 2     | 14    | 0     | 1     | 56    | 1        | .206  | .255     | .336     | .592  |
| 2018     | ロッテ   | 10    | 18    | 17    | 5     | 5     | 0        | 0        | 0        | 5     | 0     | 1     | 0        | 0     | 0     | 1     | 0     | 0     | 8     | 0        | .294  | .333     | .294     | .627  |
| NPB：5年 | NPB：5年 | 196   | 394   | 352   | 30    | 74    | 13       | 3        | 7        | 114   | 35    | 2     | 1        | 16    | 4     | 20    | 0     | 2     | 96    | 3        | .210  | .254     | .324     | .578  |

### 年度別守備成績
| 年 度 | 一塁  | 一塁  | 一塁  | 一塁  | 一塁  | 一塁     | 二塁  | 二塁  | 二塁  | 二塁  | 二塁  | 二塁     | 三塁  | 三塁  | 三塁  | 三塁  | 三塁  | 三塁     | 遊撃  | 遊撃  | 遊撃  | 遊撃  | 遊撃  | 遊撃     | 外野  | 外野  | 外野  | 外野  | 外野  | 外野     |
| 年 度 | 試 合 | 刺 殺 | 補 殺 | 失 策 | 併 殺 | 守 備 率 | 試 合 | 刺 殺 | 補 殺 | 失 策 | 併 殺 | 守 備 率 | 試 合 | 刺 殺 | 補 殺 | 失 策 | 併 殺 | 守 備 率 | 試 合 | 刺 殺 | 補 殺 | 失 策 | 併 殺 | 守 備 率 | 試 合 | 刺 殺 | 補 殺 | 失 策 | 併 殺 | 守 備 率 |
| ----- | ----- | ----- | ----- | ----- | ----- | -------- | ----- | ----- | ----- | ----- | ----- | -------- | ----- | ----- | ----- | ----- | ----- | -------- | ----- | ----- | ----- | ----- | ----- | -------- | ----- | ----- | ----- | ----- | ----- | -------- |
| 2014  | 6     | 19    | 1     | 0     | 0     | 1.000    | 2     | 3     | 1     | 0     | 0     | 1.000    | 7     | 1     | 9     | 4     | 1     | .714     | -     | -     | -     | -     | -     | -        | -     | -     | -     | -     | -     | -        |
| 2015  | 26    | 51    | 3     | 1     | 6     | .982     | 7     | 11    | 12    | 1     | 3     | .958     | 2     | 1     | 2     | 0     | 1     | 1.000    | -     | -     | -     | -     | -     | -        | -     | -     | -     | -     | -     | -        |
| 2016  | 1     | 0     | 0     | 0     | 0     | .---     | 20    | 36    | 59    | 2     | 8     | .979     | 13    | 5     | 4     | 0     | 0     | 1.000    | 1     | 0     | 1     | 0     | 0     | 1.000    | -     | -     | -     | -     | -     | -        |
| 2017  | 16    | 42    | 3     | 1     | 2     | .978     | -     | -     | -     | -     | -     | -        | 49    | 21    | 62    | 6     | 5     | .933     | 36    | 35    | 62    | 5     | 11    | .951     | -     | -     | -     | -     | -     | -        |
| 2018  | -     | -     | -     | -     | -     | -        | -     | -     | -     | -     | -     | -        | 2     | 0     | 1     | 0     | 0     | 1.000    | -     | -     | -     | -     | -     | -        | 1     | 2     | 0     | 0     | 0     | 1.000    |
| 通算  | 49    | 112   | 7     | 2     | 8     | .983     | 29    | 50    | 72    | 3     | 11    | .976     | 73    | 28    | 78    | 10    | 7     | .914     | 37    | 35    | 63    | 5     | 11    | .951     | 1     | 2     | 0     | 0     | 0     | 1.000    |

### 記録
- 初出場：2014年8月1日、対オリックス・バファローズ12回戦（京セラドーム大阪）、6回裏に二塁手で出場
- 初打席：同上、8回表に佐藤達也から見逃し三振
- 初先発出場：2014年8月7日、対東北楽天ゴールデンイーグルス15回戦（QVCマリンフィールド）、9番・三塁手で先発出場
- 初安打・初本塁打・初打点：同上、3回裏に塩見貴洋から左越ソロ

### 背番号
- 50（2010年 - 2018年）

### 登録名
- 翔太（しょうた、2010年 - 2013年）
- 大嶺 翔太（おおみね しょうた、2014年 - 2018年）